# Giorgio Codino
Giorgio Codino (o Pseudo-Codino o Curopalate; in greco Γεώργιος Κώδινος ὁ Κυροπαλάτης?; Costantinopoli, inizio XV secolo – Costantinopoli, 1453 circa) è stato uno storico e scrittore bizantino del XV secolo.

## Biografia
Non sono noti dati biografici sulla vita di Giorgio Codino. La qualifica con cui è spesso identificato, «Curopalate», indica che si trattava di un alto dignitario bizantino. Si ritiene sia morto attorno al 1453, anno della caduta di Costantinopoli ad opera dei Turchi ottomani. È accreditato di tre lavori in lingua greca molto importanti per la storia delle istituzioni e del costume del suo tempo nell'impero bizantino; la loro attribuzione tuttavia è soltanto un problema di convenzione, in quanto i manoscritti con due di questi lavori non sono firmati.

## Opere
- "Πάτρια Κωνσταντινουπόλεως κατὰ Ἡσύχιον Ἲλλούστριον" (Patria Constantinopoleos)[3].

È un trattato di storia e topografia su Costantinopoli e i suoi monumenti. È diviso in cinque sezioni: (a) fondazione della città; (b) posizione, limiti e topografia di Costantinopoli; (c) le statue, le opere d'arte e le altre cose meritevoli di essere viste; (d) gli edifici; (e) la chiesa di Santa Sofia. In realtà l'opera è stata scritta durante il regno di Basilio II Bulgaroctono (976-1025), revisionata e riordinata all'epoca di Alessio II Comneno (1180–1183) e forse copiata da Codinus il cui nome è ricordato in alcuni manoscritti successivi. Le fonti principali di questo lavoro sono: il Libro VI della Storia universale di Esichio di Mileto (VI secolo d.C.), un breve scritto anonimo dell'VIII secolo, una relazione anonima (ἔκφρασις) su Santa Sofia, il De aedificiis di Procopio di Cesarea e il poema di Paolo Silenziario su Santa Sophia.
- "Τακτικόν περί των οφφικίων του Παλατίου Kωνσταντινουπόλεως και των οφφικίων της Μεγάλης Εκκλησίας" (in latino: De officialibus palatii C.politani et de officiis magnae ecclesiae)[5]

Un breve saggio, scritto in uno stile poco attraente, sulle principali cariche e funzioni della corte bizantina e della Chiesa ortodossa, e sulle esatte cerimonie delle diverse occasioni. Dovrebbe essere stato scritto tenendo presente De Cerimoniis di Costantino Porfirogenito.
- "Παρεκβολαὶ ἐκ τῆς βίβλου τοῦ χρονίκου περὶ τῶν πατρίων Κωνσταντινουπόλεως" (in latino: Excerpta ex Libro Chronico de Originibus Constantinopolitanis)[6]

Una cronaca degli eventi dall'inizio del mondo all'assedo di Costantinopoli da parte dei turchi.